# Nikolski (Geheimdienstoffizier)

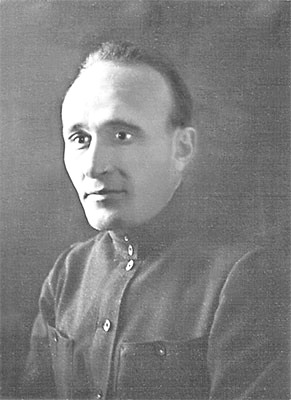
Nikolski (1920)

Nikolski (russisch Никольский; eigentlich Wladimir Abramowitsch Neumann, russisch Владимир Абрамович Нейман; * 29. Januarjul. / 10. Februar 1889greg. in Tschitkanskoje, Ujesd Bargusin; † 21. September 1938 in Chabarowsk; weiteres Pseudonym Wiktor Alexandrowitsch Berg, russisch Виктор Александрович Берг) war ein sowjetischer Geheimdienstoffizier. Er war einer der Teilnehmer am 1. Parteitag der Kommunistischen Partei Chinas in Shanghai im Jahr 1921.

## Leben
Er war längere Zeit in China tätig. 1938 wurde er von Moskau zurückberufen, im Rahmen des „Großen Terrors“ verhaftet und erschossen. 1956 wurde er rehabilitiert.